# Lucius Octavius Crassus
Lucius Octavius Crassus war ein im 1. und 2. Jahrhundert n. Chr. lebender römischer Politiker.
Durch die Fasti Ostienses und durch ein Militärdiplom, das auf den 25. September 111 datiert ist, ist belegt, dass Crassus 111 zusammen mit Publius Coelius Apollinaris Suffektkonsul war; die beiden übten dieses Amt im letzten Nundinium, vom 1. September bis zum 31. Dezember, aus.